# Алвеш дос Сантос, Жаилсон Алешандре
Жаилсон Алешандре Алвеш дос Сантос, известный как Жаилсон (порт. Jaílson Alexandre Alves dos Santos; 16 июня 1981, Каруару) — бразильский футболист, полузащитник, нападающий.

## Биография
Карьеру начал в молодёжной команде «Порту» Каруару. Затем играл в бразильских клубах «Санта-Крус» Ресифи (2002—2003), «Марилия» (2003), «Спорт Ресифи» (2004, был также в аренде в португальской «Витории» Гимарайнш), КРБ (2004), «Калденсе» (2005). В 2006  перешёл «Паулисту» и в 30 играх в Серии B забил 17 голов. Этот результат привлёк внимание «Коринтианса», который в декабре подписал с Жаилсоном контракт. Несмотря на удачный старт в Лиге Паулиста,, в конце февраля он был отдан в сезонную аренду российскому «Рубину». В казанской команде Жаилсон дебютировал в матчах 1/8 Кубка России против «Ростова»: 4 марта отыграл первый тайм в гостевом матче (1:3), 7 марта — второй тайм домашней игры (0:1). В чемпионате России дебютировал 11 марта в первом туре в гостевой игре против ЦСКА (1:3), выйдя на 76 минуте. Всего в марте — июне сыграл в чемпионате 7 матчей, ни разу не проведя 90 минут на поле.
Уже в августе Жаилсон подписал 4-летний контракт с португальской «Бенфикой» и сразу был отдан в аренду в «Брагу», где также был игроком замены. В июле 2008 Жаилсон вернулся в Бразилию, подписав контракт с «Коритибой», где провёл полгода. В 2009 году перешёл в «Атлетико Гоияниенсе», откуда в июле перешёл в португальский «Ольяненсе», откуда ушёл уже через месяц из-за повреждения. Остаток сезона провёл в кипрском «Эрмисе» Арадипу.
Сезон 2010/11 Жаилсон провёл в португальской «Витории» Сетубал, которой помог остаться в высшем дивизионе. В январе 2012 вернулся в Бразилию, где играл за клубы «Боа» 2012), «Форталеза» (2012—2013), «Икаса» (2013), «Трези» (2013), «Сентрал» (2014—2015, с 2017), «Форталеза» (2012—2013), «Паулиста» (2015), «Сержипи» (2016).